# Белоконь, Виктор Прокопович
Виктор Прокопович Белоконь — советский хозяйственный, государственный и политический деятель, Герой Социалистического Труда.

## Биография
Родился в 1922 году в селе Сербы. Член КПСС.
Участник Великой Отечественной войны. С 1943 года — на хозяйственной, общественной и политической работе. В 1943—1956 гг. — кладовщик, бухгалтер колхоза, председатель колхоза имени В. И. Ленина Кодымского района Одесской области УССР.
Указом Президиума Верховного Совета СССР от 8 апреля 1971 года присвоено звание Героя Социалистического Труда с вручением ордена Ленина и золотой медали «Серп и Молот».
По ложному обвинению в 1981 году был снят с работы и исключен из КПСС, по ходатайствам трудящихся позже был восстановлен в КПСС и в должности.
Умер в Сербах в 1989 году.